# بازار پول
بازار پول (به انگلیسی: Money market) بازاری برای داد و ستد پول و دیگر دارایی‌های مالی جانشین نزدیک پول است که سررسید کمتر از یکسال دارند. به عبارت صحیح‌تر بازار پول به عنوان بازار ابزارهای مالی کوتاه‌مدت با ویژگی اندک بودن ریسک عدم پرداخت، نقدشوندگی بالا و ارزش اسمی زیاد نام برد. بازار پول در بین عموم به‌عنوان ابزاری برای وام گرفتن و وام دادن در کوتاه‌مدت، از چند روز تا حدود یک سال، مورد استفاده قرار می‌گیرد. اوراق بهادار بازار پول شامل گواهی‌های سپرده قابل معامله، حواله‌های بانکی و اوراق تجاری می‌شود.
تمرکز فعالیت این بازار در استفاده از ابزارهایی است که به اشخاص و بنگاه‌های تجاری این امکان را دهد تا به سرعت نقدینگی خود را به میزان مطلوب درآورند.
محل جغرافیایی خاصی برای بازار پول در نظر گرفته نمی‌شود. بانک‌ها، مؤسسات اعتباری غیربانکی و سایر مکان‌هایی که دادوستد ابزارهای مالی بازار پول در آن انجام می‌شود، تشکیل دهندهٔ بازار پول هستند.
مشارکت کنندگان در بازار پول، افراد یا واحدهای دارای مازاد نقدینگی هستند که به عنوان پس‌اندازکننده، منابع خود را از طریق مستقیم یا غیرمستقیم با سررسیدهای کوتاه مدت در اختیار واحدهای نیازمند منابع مالی قرار می‌دهند.
مهمترین رسالت بازار پول ایجاد تسهیلات برای واحدهای اقتصادی به منظور تأمین نقدینگی به معنای کوتاه مدت آن و نیز تأمین سرمایه در گردش است.

## ابزارهای بازار پول

### اسناد خزانه
اوراق بهادار کوتاه مدتی که توسط دولت منتشر و سررسیدآن‌ها به‌طور معمول سه ماه، شش ماه و یکسال است. این اسناد هنگام فروش به صورت تنزیل شده به مبلغی کمتر از مبلغ اسمی به فروش می‌رسند و در تاریخ سررسید، دارنده آن مبلغ اسمی سند را دریافت می‌کند.
انتشار، تضمین و بازخرید این اوراق توسط بانک مرکزی و به نمایندگی از دولت انجام می‌شود.

### پذیرش بانکی
پذیرش بانکی که دستور پرداخت مبلغ معینی به حامل آن در تاریخ معینی است.

### اوراق تجاری
نوعی اوراق قرضه کوتاه مدت – با سررسید ۲۷۰ روز یا کمتر – است که توسط شرکت‌های مالی و مؤسسات غیرمالی منتشر می‌شود.

### گواهی سپرده
گواهی سپرده جوان‌ترین و در عین حال از مهم‌ترین ابزارهای بازار پول به‌شمار می‌رود.
گواهی سپرده، سندی است که توسط یک مؤسسهٔ سپرده‌پذیر (به‌طور معمول یک بانک) در قبال مبلغ مشخصی پول که نزد آن سپرده شده، منتشر می‌شود.
این گواهی دارای سررسید و همچنین نرخ بهره معین است. این نوع سرمایه گذاری در واقع دو مزیت عمده دارد، نخست اینکه سرمایه‌گذار می‌تواند به دقت بازده پول خود را محاسبه کند. دوم، زمان سررسید اصل و بهره گواهی نیز مشخص است.

## نهادهای بازار پول
بانک مرکزی و دیگر واسطه‌های مالی بانکی مانند بانک‌های تجاری و مؤسسات اعتباری غیربانکی از مهم‌ترین نهادهای بازار پول به‌شمار می‌آیند. در کنار این واسطه‌های مالی، شرکت‌های تجاری، دولت و مؤسسات دولتی، صندوق‌های سرمایه گذاری، کارگزاری‌ها و معامله‌گران و در نهایت سرمایه‌گذاران نیز نقش مهمی در این بازار ایفا می‌کنند.